# Wesley Moodie
Wesley Moodie es un tenista profesional nacido el 14 de febrero de 1979, en la ciudad sudafricana de Durban. Moodie comenzó su carrera profesional en el 2000, luego de haber jugado tenis universitario en Estados Unidos durante tres años.
Si bien se desempeña tanto en individuales como en dobles, Moodie logró sus mejores resultados en esta última disciplina, conquistando el torneo de Wimbledon en 2005 junto con el australiano Stephen Huss, y alcanzando el top 20 en junio de 2006. A lo largo de su carrera Moodie ganó 5 torneos de categoría ATP, 4 de ellos en dobles, y el restante en individuales.

## Torneos de Grand Slam

### Campeón Dobles (1)
| Año  | Torneo    | Pareja       | Oponentes en la final  | Resultado             |
| 2005 | Wimbledon | Stephen Huss | Bob Bryan / Mike Bryan | 7-6(4) 6-3 6-7(2) 6-3 |

### Finalista Dobles (1)
| Año  | Torneo        | Pareja      | Oponentes en la final       | Resultado   |
| 2009 | Roland Garros | Dick Norman | Lukas Dlouhy / Leander Paes | 6-3 3-6 2-6 |

## Títulos (7; 1+6)

### Individuales (1)
| Leyenda                |
| Grand Slam (0)         |
| Tennis Masters Cup (0) |
| ATP Masters Series (0) |
| ATP Tour (1)           |

| N.º | Fecha                | Torneo | Superficie | Oponente en la final | Resultado      |
| --- | -------------------- | ------ | ---------- | -------------------- | -------------- |
| 1.  | 3 de octubre de 2005 | Tokio  | Dura       | Mario Ančić          | 1-6 7-6(7) 6-4 |

### Dobles (6)
| Leyenda                  |
| Grand Slam (1)           |
| Tennis Masters Cup (0)   |
| ATP Masters Series (0)   |
| International Series (5) |

| N.º | Fecha               | Torneo              | Superficie    | Pareja        | Oponentes en la final               | Resultado          |
| --- | ------------------- | ------------------- | ------------- | ------------- | ----------------------------------- | ------------------ |
| 1.  | 20 de junio de 2005 | Wimbledon           | Hierba        | Stephen Huss  | Bob Bryan/ Mike Bryan               | 7-6 6-3 6-7 6-2    |
| 2.  | 7 de enero de 2007  | Adelaida            | Dura          | Todd Perry    | Radek Štěpánek/ Novak Djokovic      | 6-4 3-6 15-13      |
| 3.  | 9 de abril de 2007  | Valencia            | Tierra batida | Todd Perry    | Yves Allegro/ Sebastián Prieto      | 7-5 7-5            |
| 4.  | 14 de abril de 2008 | Estoril             | Tierra batida | Jeff Coetzee  | Jamie Murray / Kevin Ullyett        | 6-4 4-6 10-8       |
| 5.  | 8 de junio de 2009  | London Queen's Club | Césped        | Mijaíl Yuzhny | Marcelo Melo / André Sá             | 6-4 4-6 10-6       |
| 6.  | 20 de junio de 2009 | 's-Hertogenbosch    | Césped        | Dick Norman   | Johan Brunstrom / Jean-Julien Rojer | 7-6(3) 6-7(8) 10-5 |

### Finalista en dobles (7)
- 2005: Basilea (junto a Stephen Huss pierden ante Agustín Calleri y Fernando González)
- 2006: Delray Beach (junto a Chris Haggard pierden ante Mark Knowles y Daniel Nestor)
- 2008: Doha (junto a Jeff Coetzee pierden ante Philipp Kohlschreiber y David Škoch)
- 2008: París TMS (junto a Jeff Coetzee pierden ante Jonas Björkman y Kevin Ullyett)
- 2009: Madrid 1000 (junto a Simon Aspelin pierden con Daniel Nestor y Nenad Zimonjić)
- 2009: Roland Garros (junto a Dick Norman pierden ante Lukas Dlouhy y Leander Paes)
- 2010: Houston (junto a Stephen Huss pierden ante Bob Bryan y Mike Bryan)

### Challlengers individuales (2)
| N.º | Fecha                 | Torneo   | Superficie | Oponentes en la final | Resultado   |
| --- | --------------------- | -------- | ---------- | --------------------- | ----------- |
| 1.  | 24 de febrero de 2003 | Wrexham  | Dura       | Stefano Pescosolido   | 6-4 6-3     |
| 2.  | 2 de junio de 2003    | Surbiton | Hierba     | Alex Bogdanovic       | 6-4 6-7 6-1 |

### Challlengers dobles (5)
| N.º | Fecha               | Torneo           | Superficie | Pareja       | Oponentes en la final           | Resultado   |
| --- | ------------------- | ---------------- | ---------- | ------------ | ------------------------------- | ----------- |
| 1.  | 9 de julio de 2001  | Bristol          | Hierba     | Shaun Rudman | Gilles Elseneer/ Tuomas Ketola  | 6-4 6-3     |
| 2.  | 30 de julio de 2001 | Segovia          | Dura       | Shaun Rudman | Neville Godwin/ Marcos Ondruska | 7-6 6-3     |
| 3.  | 24 de julio de 2002 | Andorra la Vieja | Dura       | Shaun Rudman | Hermes Gamonal/ Ricardo Mello   | 6-2 6-1     |
| 4.  | 10 de marzo de 2003 | Ho Chi Minh      | Dura       | Rik de Voest | Rohan Bopanna/ Fred Hemmes      | 6-3 3-6 6-3 |
| 5.  | 3 de enero de 2005  | Numea            | Dura       | Stephen Huss | Jérôme Golmard/ Harel Levy      | 6-3 6-0     |

## Clasificación en torneos Grand Slam

### Sencillos
| Torneo          | 2007 | 2006 | 2005 | 2004 | 2003 | Títulos | G-P |
| --------------- | ---- | ---- | ---- | ---- | ---- | ------- | --- |
| Australian Open | —    | 2r   | —    | 1r   | —    | 0       | 1-2 |
| Roland Garros   | —    | 1r   | —    | —    | —    | 0       | 0-1 |
| Wimbledon       | —    | 1r   | —    | 1r   | 3r   | 0       | 2-3 |
| US Open         | —    | 3r   | 1r   | —    | 2r   | 0       | 3-3 |

### Dobles
| Torneo          | 2007 | 2006 | 2005 | Títulos | G-P  |
| --------------- | ---- | ---- | ---- | ------- | ---- |
| Australian Open | 3r   | 3r   | 3r   | 0       | 6-3  |
| Roland Garros   | 1r   | 2r   | —    | 0       | 1-2  |
| Wimbledon       | 3r   | 3r   | G    | 1       | 10-3 |
| US Open         | 1r   | 1r   | 1r   | 0       | 0-3  |